# Pep Ambròs Munné
Pep Ambròs Munné   (Sabadell, 1987) és un actor català de teatre, cinema i televisió. El 2014, va ser nominat al Premi Butaca al millor actor pel seu paper a Vània.

## Filmografia

### Televisió
- Contiguo, interpretant Jorge. Dir. Cintia Ballbé (2020).
- Hache, interpretant Julio Senovilla (2019-2021).
- Cuéntame cómo pasó, interpretant Venancio (2020).
- Matadero, interpretant Jacobo García (2019).
- Félix. Dir. Cesc Gay (2019).
- Cervantes contra Lope, interpretant Pere (2016).
- Les coses grans, interpretant Pep (2013-2015).

### Llargmetratges
- El olivo, interpretant Rafa. Dir. Icíar Bollaín (2016)
- Blue Rai. Dir. Pedro B. Abreu (2017)
- La filla d'algú, interpretant Marc. (2019)
- Frederica Montseny, la dona que parla. Dir. Laura Mañá (2020)
- 42 segons (2022)

### Curtmetratges
- Andy y las demás. Dir. Cintia Ballbé (2021)
- Todo el mundo se parece de lejos. Dir. Rafa de los Arcos (2019)
- Solitarios. Dir. Rubén Montero (2013)

### Teatre
- Els ocells. Dir. Israel Solá (2020)
- Una gossa en un descampat. Dir. Sergi Belbel (2018)
- Panorama des del pont. Dir. Georges Lavaudant (2016)
- Estació Tèrminus. Dir. Magda Puyo i Ramón Simó (2016)
- L'efecte. Dir. Carol López (2015)
- Purga. Dir. Ramón Simó (2015)
- Somni americà. Dir. Oriol Tarrasón (2015)
- Victòria d'Enric V. Dir. Pau Carrió (2014)
- Vània. Dir. Oriol Tarrasón (2013)
- Consell familiar. Dir. Jordi Casanovas (2013)
- Auca del Born. Dir. Jordi Casanovas (2013)
- Groenlàndia. Dir. Jordi Faura (2012)
- No em dic Manuel. Dir. Gerard Iravedra (2012)
- Desig Jam. Dir. Neil LaBute (2012)
- Hurlyburly. Dir. Gerard Iravedra (2012)
- El mercader de Venècia. Dir. Rafel Duran (2012)
- Una vella, coneguda olor. Dir. Sergi Belbel (2011)
- Il gabbiano. Dir. Nikolaj Karpov (2011)
- La revolta del àngels. Dir. Nico Chevalier (2011)
- No sóc Dean Moriarty. Dir. Gerard Iravedra (2011)
- Molt soroll per no res. Dir. Oriol Tarrasón (2011)
- Vent a les veles. Dir. Llàtzer García (2010)
- Romeu i Julieta. Dir. Gerard Iravedra (2009)
- Aquí s'aprèn poca cosa. Dir. Toni Casares (2009)
- Bodas de sangre. Dir. Ester Roma (2009)
- Macbeth. Dir. Marta Tirado (2009)
- Questa sera si recita a soggetto. Dir. Max Farau (2008)
- Mesura per mesura. Dir. Pere Planella (2008)
- The Life of stuff. Dir. Toni Casares (2008)
- Penthesilea. Dir. Ricard Gázquez (2008)
- La cuina, interpretant Dimitri. Dir. Ramon Ribalta (2005)